# Bakalarz-Zákos von Torda

Wappen der ungarischen Adelsfamilie "Bakalarz-Zákos von Torda"

Die Bakalarz-Zákos von Torda waren eine ungarische Adelsfamilie, Mitglieder der Familie leben heute noch.

## Geschichte
Stefan István Zákos erhielt von Sigismund Báthory, dem regierenden Fürsten von Siebenbürgen, am 5. August 1590 einen Adels- und Wappenbrief. Nachkommen lebten dann in Ungarn, später auch in Österreich.

## Wappen
In Blau auf grünem Boden, Ungar rot gekleidet, in der Rechten Krummsäbel, in der Linken Pfeil haltend, rechts von ihm Schlange mit empor gerichtetem Halse.

## Persönlichkeiten
- Karl Bakalarz-Zákos von Torda (1841–1915), Feldmarschallleutnant des kaiserlich-königlichen Heeres